# ويليام د. إيرفاين
ويليام د. إيرفاين هو مؤرخ كندي، ولد في 1944.